# Wegneria cerodelta
Wegneria cerodelta är en fjärilsart som beskrevs av Edward Meyrick 1911. Wegneria cerodelta ingår i släktet Wegneria och familjen äkta malar. Inga underarter finns listade i Catalogue of Life.